# 本村川 (徳島県)
本村川（ほんむらがわ）は、徳島県藍住町を流れる吉野川水系の河川。別名は直道川（なおみちがわ）。

## 地理
旧吉野川にある東中富親水公園及び東中富桜づつみ公園辺りから東流し、正法寺川に合流する。旧吉野川周辺の下流では直道川と呼ばれている。
また東中富親水公園は1993年（平成5年）9月に建設省による正法寺川浄化事業の一環として完成し、1994年（平成6年）に国土交通省の「手づくり郷土賞」を受賞している。

## 流域の主な施設
- 東中富親水公園
- 東中富桜づつみ公園